# Communauté de communes Chambaran Vinay Vercors
Die Communauté de communes Chambaran Vinay Vercors ist ein ehemaliger französischer Gemeindeverband mit Rechtsform einer Communauté de communes im Département Isère, dessen Verwaltungssitz sich in dem zentral gelegenen Ort Vinay im Tal der Isère befand. Die Namenskombination Chambaran Vinay Vercors beschreibt die ungefähre geographische Lage des Gemeindeverbandes zwischen der Hochebene des Plateau de Chambaran im Nordwesten und dem Vercors-Massiv im Südosten. Der Gemeindeverband bestand aus 20 Gemeinden auf einer Fläche von 233,7 km2.

## Aufgaben
Zu den vorgeschriebenen Kompetenzen gehörten die Entwicklung und Verwaltung von Gewerbegebieten, die Tourismusförderung und die Raumplanung auf Basis eines Schéma de Cohérence Territoriale. Der Gemeindeverband betrieb die Wasserversorgung und Abwasserentsorgung. Zusätzlich war der Verband in Kulturangelegenheiten tätig und bestimmte die Wohnungsbaupolitik. Die Abfallwirtschaft und -entsorgung sowie weitere Kompetenzen zur Wirtschaftsentwicklung wurden an zwei übergeordnete Zweckverbände abgegeben, die aus den drei Communauté de communes Bourne à l’Isère, Pays de Saint-Marcellin und Chambaran Vinay Vercors gebildet wurden.

## Historische Entwicklung
Der letztgültige Gemeindeverband entstand Ende 2012 aus dem Zusammenschluss der Communauté de communes de Vinay mit der Communauté de communes de Vercors Isère, die aus Saint-Quentin-sur-Isère und zwei weiteren Gemeinden bestand. Beide Vorgängerverbände existierten seit dem 1. Januar 1994.
Mit Wirkung vom 1. Januar 2017 fusionierte der Gemeindeverband mit der Communauté de communes de la Bourne à l’Isère und der Communauté de communes du Pays de Saint-Marcellin und bildete so die Nachfolgeorganisation Communauté de communes du Sud Grésivaudan.

## Ehemalige Mitgliedsgemeinden
Folgende 20 Gemeinden gehörten der Communauté de communes Chambaran Vinay Vercors an:
| Gemeinde                | Einwohner 1. Januar 2022 | Fläche km² | Dichte Einw./km² | Code INSEE | Postleitzahl |
| ----------------------- | ------------------------ | ---------- | ---------------- | ---------- | ------------ |
| Beaulieu                | 630                      | 8,8        | 72               | 38033      | 38470        |
| Chantesse               | 393                      | 5,8        | 68               | 38074      | 38470        |
| Chasselay               | 429                      | 9,4        | 46               | 38086      | 38470        |
| Cognin-les-Gorges       | 619                      | 12,5       | 50               | 38117      | 38470        |
| Cras                    | 418                      | 5,4        | 77               | 38137      | 38210        |
| L’Albenc                | 1.275                    | 9,9        | 129              | 38004      | 38470        |
| La Rivière              | 725                      | 18,4       | 39               | 38338      | 38210        |
| Malleval-en-Vercors     | 56                       | 14,1       | 4                | 38216      | 38470        |
| Montaud                 | 529                      | 14,6       | 36               | 38248      | 38210        |
| Morette                 | 360                      | 6,3        | 57               | 38263      | 38210        |
| Notre-Dame-de-l’Osier   | 523                      | 8,4        | 62               | 38278      | 38470        |
| Poliénas                | 1.114                    | 14,0       | 80               | 38310      | 38210        |
| Quincieu                | 105                      | 4,8        | 22               | 38330      | 38470        |
| Rovon                   | 613                      | 11,8       | 52               | 38345      | 38470        |
| Saint-Gervais           | 534                      | 13,2       | 40               | 38390      | 38470        |
| Saint-Quentin-sur-Isère | 1.472                    | 19,4       | 76               | 38450      | 38210        |
| Serre-Nerpol            | 315                      | 13,2       | 24               | 38275      | 38470        |
| Varacieux               | 864                      | 18,5       | 47               | 38523      | 38470        |
| Vatilieu                | 367                      | 9,2        | 40               | 38526      | 38470        |
| Vinay                   | 4.449                    | 16,0       | 278              | 38559      | 38470        |